# König Johann

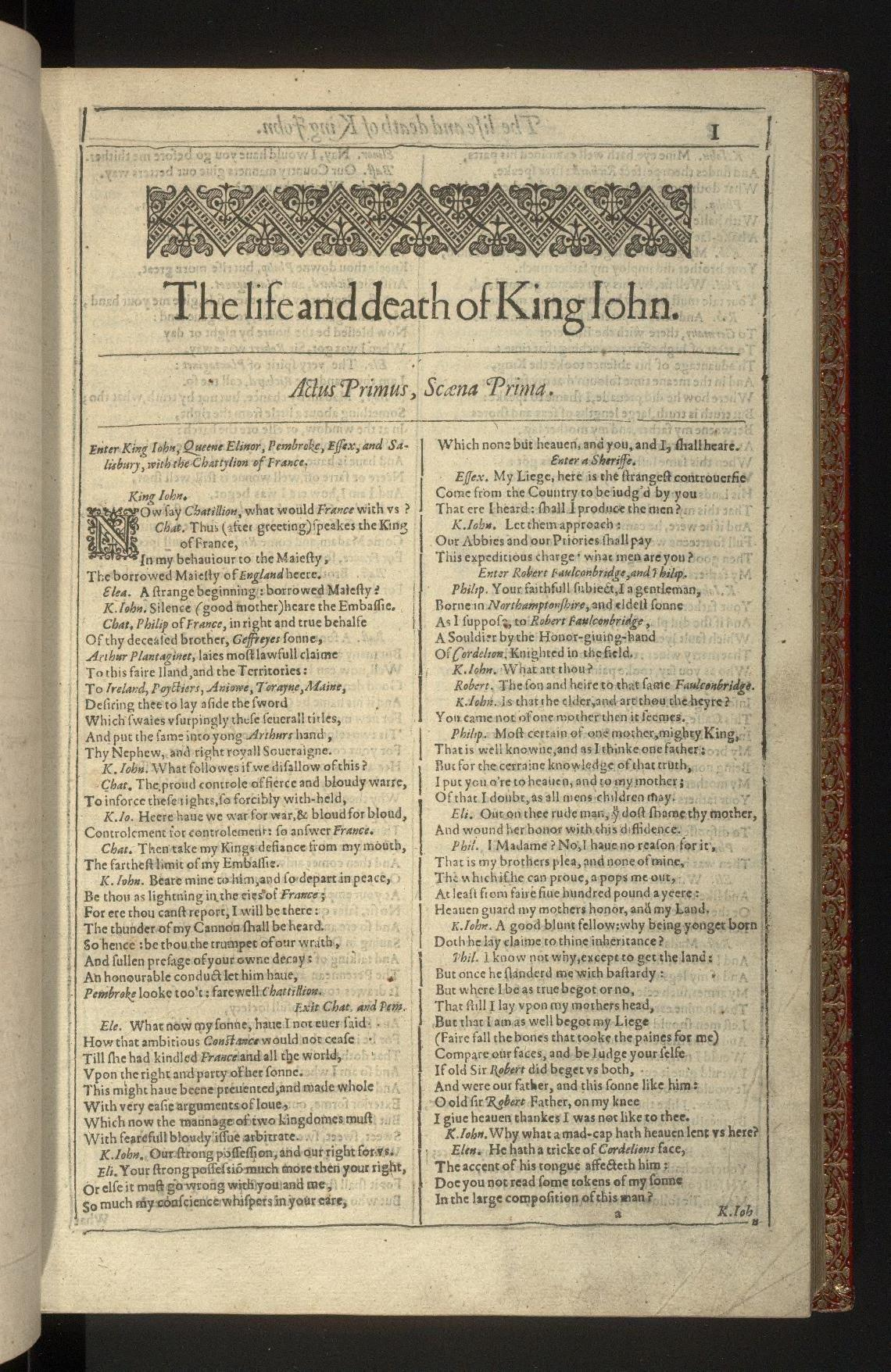
Titelblatt der Folio-Version

König Johann (frühneuenglisch The life and death of King Iohn) ist ein Schauspiel von William Shakespeare. Es handelt vom Schicksal und der Regierungszeit des englischen Königs Johann Ohneland. Shakespeare hat das Werk vermutlich um das Jahr 1596 verfasst. Die erste Druckausgabe erschien in der First Folio von 1623. Frühe Aufführungen sind nicht belegt. Die erste gesicherte Aufführung war eine Produktion des Londoner Theaterbetreibers John Rich am Drury Lane Theatre vom 26. Februar 1737.  Zeitgenössische Aufführungen sind selbst in England selten.

## Handlung

Szene aus Shakespeares König Johann. Kupferstich nach einem Gemälde von Richard Westall.

### Akt I
Für Arthur, den Sohn des älteren Bruders des englischen Königs Johann, erhebt König Philip von Frankreich Anspruch auf den englischen Königsthron sowie die irischen und französischen Ländereien. Johann aber will keinesfalls abdanken. Da treten Falconbridge und der Bastard mit einer Erbstreitigkeit vor den König: Der Bastard ist der älteste Sohn seiner Mutter, mutmaßlich in Abwesenheit des Ehemannes gezeugt, als König Richard Löwenherz bei ihr weilte; deshalb vermachte der Ehemann auf dem Sterbebett seinem jüngeren Sohn Falconbridge sein Vermögen. Der Streit wird beigelegt, indem der Bastard auf das Erbe verzichtet, König Johann ihn zum Ritter schlägt und ihm den Namen Sir Richard Plantagenet gibt.

### Akt II
Bei einem Treffen vor der französischen Stadt Angers bietet Johann König Philip Frieden an – der aber beharrt auf den Thronwechsel zugunsten Arthurs sowie Johanns Abzug aus Frankreich, wozu Johann wiederum nicht bereit ist. Die Bürger von Angers, die entscheiden sollen, verlangen eine Legitimation; da aber keine Partei sich zweifelsfrei legitimieren kann, treten beide Heere zu einem am Ende unentschiedenen Kampf an. Da schlägt ein Bürger vor, dass Blanche, Tochter des spanischen Königs sowie Nichte Johanns, und der französische Königssohn Louis doch eine gute Partie wären, und so wird die Heirat beider vereinbart.

### Akt III
Doch das junge Bündnis ist nicht von langer Dauer. Zum einen da Constanze, die ihre Position und ihres Sohnes empfindlich geschwächt fühlt, dies lautstark kundtut. Zum anderen aber vor allem da Kardinal Pandolf, als Stellvertreter des Papstes erscheint und von Johann zu wissen wünscht, warum er den Wunschkandidat des Heiligen Stuhls für das Amt des Erzbischofs von Canterbury nicht berücksichtigt hat. Als Johann ihm antwortet, er lasse sich von einem italienischen Priester nicht vorschreiben, was er in seinem Königreich tue, kündigt ihm Pandolf die Exkommunizierung an. Von Philip verlangt er – ebenfalls unter Androhung der Exkommunizierung –, dass er sich von Johann lossage. Philip löst daraufhin seinen Bund mit Johann. Im Anschluss an den folgenden Kampf und die Gefangennahme Arthurs kehrt Johann mit seiner Armee nach England zurück. Gezielt treibt Pandolf den Dauphin Louis an, Johann nach England zu folgen und gegen ihn in Krieg zu ziehen.
Louis gehorcht.

### Akt IV
Hubert, von Johann mit der Tötung Arthurs beauftragt, bekommt Mitleid und verschont diesen. Unterdessen hat Johann den Lords Pembroke und Salisbury, die Arthurs Freilassung verlangten, dessen Tod mitgeteilt. Als er Hubert wegen der Ermordung des Thronerben Vorwürfe macht, teilt dieser mit, Arthur lebe noch. Auf seiner Flucht jedoch springt Arthur von der Schlossmauer in den Tod. Die Lords entdecken den Leichnam und vermuten Johann hinter dem Todesfall. Als Hubert ihnen zu allem Überfluss von diesem ausrichtet, Arthur lebe, verlassen sie entrüstet den englischen König und treten zum Heer des Dauphins Louis über, das dieser inzwischen gegen Johann aufgestellt hat.

### Akt V
Verbündet mit einigen englischen Lords hat Louis bereits Teile Englands und sogar London eingenommen. Johann übergibt deshalb in einem symbolischen Akt seine Krone Pandolf, der sie ihm förmlich zurückreicht als Zeichen dafür, dass Johann jetzt mit Billigung des Papstes regiert. Doch lässt sich Louis weder von Pandolf, der ihm von Johanns Versöhnung mit Rom berichtet, noch von dem Bastard, der die Größe der englischen Streitmacht schildert, von seinem Angriff abhalten. Auf dem Schlachtfeld erfahren die Lords, dass Louis sie enthaupten lassen will, und treten wieder zu Johann über. Der ist aber von einem Mönch vergiftet worden und stirbt. Auf Vermittlung von Pandolf schließen die Engländer und Franzosen Frieden. Der Bastard schwört, fortan dem Königssohn Heinrich zu dienen.

## Textausgaben
Englisch
- E. A. J. Honigman (Hrsg.): William Shakespeare: King John. Arden Second Series.  London 1967. ISBN 978-1-903436-09-7.
- John Tobin und Jesse Lander (Hrsg.): William Shakespeare: King John. Arden Third Series. London 2018. ISBN 978-1-904271-39-0.
- L. A. Beaurline (Hrsg.): William Shakespeare: King John. New Cambridge Shakespeare. Cambridge University Press, Cambridge 1990. ISBN 978-0-521-29387-7.
- A. R. Braunmuller (Hrsg.): William Shakespeare: King John. Oxford Shakespeare. Oxford University Press, Oxford 2008. ISBN 978-0-19-953714-3.

Deutsch, zweisprachig
- Marie-Theres Harst (Hrsg.): William Shakespeare: King John. König Johann. Englisch-Deutsche Studienausgabe. Stauffenburg, Tübingen 2002, ISBN 978-3-86057-561-1.
- Frank Günther (Hrsg.): William Shakespeare: König Johann. Zweisprachige Ausgabe. ars vivendi, Cadolzburg 2016, ISBN  978-3-89716-189-4